# 46 màrtirs maristes de Montcada
Els 46 màrtirs de Montcada són un grup de germans maristes de diferents procedències que foren afusellats el 8 d'octubre de 1936 al cementiri de Montcada i Reixac. Són venerats com a beats per l'Església Catòlica.

## Detenció i mort
En començar la Guerra Civil espanyola, els ordes religiosos havien estat prohibits i els clergues i religiosos eren perseguits. Els germans maristes, dirigits pel germà, s'amagaren en diversos llocs.
Els anarquistes de la FAI i els responsables dels maristes havien arribat a un acord segons el qual, els maristes pagarien 200.000 francs a canvi del visat perquè 200 germans poguessin fugir a França, en un vaixell. Confiats, els germans van abandonar els seus amagatalls i la tarda del 7 d'octubre es presentaren al port de Barcelona, uns dos cents en total, per a embarcar en el vaixell Cabo San Agustín. Només uns cent van embarcar i aconseguiren de fugir; els altres havien de prendre un altre vaixell, però foren detinguts i conduïts en camions a la txeca del convent de Sant Elies de Barcelona i tancats.
L'endemà, 46 d'ells foren portats al cementiri de Montcada, on foren afusellats davant dels murs. Els cadàvers foren portats a la propera fàbrica de ciment i incinerats als forns. Les restes que se'n pogueren recuperar són avui a l'església del convent marista de Bellpuig de les Avellanes.
Els altres maristes foren alliberats per un tinent que era germà d'un d'ells i va ordenar detenir les execucions.

## Membres del grup
Els membres d'aquest grup han estat beatificats a Tarragona el 28 d'octubre de 2007, juntament amb 453 màrtirs més, morts també en la mateixa guerra. Són:
- Néstor Vivar Valdivielso, germà Albert Maria (Estépar, Burgos, 4 de març de 1910), del Col·legi Valldemia
- Lucio Izquierdo López, germà Ángel Andrés (Dueñas, Palència, 4 de març de 1899), que passava uns dies a Barcelona
- Anicet Falgueras i Casellas, germà Anselm (Salt, Girona, 16 d'abril de 1879), del Seminari de Vic
- Antoni Roig i Alibau, germà Antolí (Igualada, Anoia, 6 de febrer de 1891)
- Pedro Ciordia Hernández, germà Baldiri (Cárcar, Navarra, 19 de maig de 1888) del Col·legi Valldemia
- Casimir Riba i Pi, germà Bernabeu (Rubí, Vallès Occidental, 14 de setembre de 1877) del col·legi de Badalona
- Carles Brengaret Pujol, germà Carles Rafael (Sant Jordi Desvalls, 11 de juliol de 1917) del Col·legi Valldemia
- Josep Cesari Mercadal, germà Dionisi Martí (Puig-reig, Berguedà, 16 de gener de 1903) de la casa de les Avellanes
- Ferran Suñer i Estrach, germà Epifani (Taialà, 26 de març de 1874), d'un col·legi de Barcelona; va ésser assassinat al Cementiri de les Corts
- Fermín Latienda Azpilicueta, germà Felipe José (Iruñela, Navarra, 7 de juliol de 1891), al col·legi de les Avellanes; mort a Sant Elies
- Félix Ayúcar Eraso, germà Félix León (Estella, Navarra, 4 de desembre de 1911), a Barcelona
- Fortunato Ruiz Peña, germà Fortunato Andrés (La Piedra, Burgos, 2 de febrer de 1898), de les Avellanes
- Julio García Galarza, germà Frumenci (Medina de Pomar, Burgos, 28 de juny de 1909), a Barcelona.
- Segismundo Hidalgo Martínez, germà Gabriel Eduardo (Tobes y Rahedo, Burgos, 28 d'abril de 1913), de les Avellanes
- Joan Tubau i Perelló, germà Gaudenci (Igualada, Anoia, 10 de març de 1894), de València
- Felipe Ruiz Peña, germà Gil Felipe (Cilleruelo de Bezana, Burgos, 23 de març de 1907), a Lleida
- Antoni Badia i Andalé, germà Hermògenes (Bellcaire d'Urgell, 13 d'abril de 1908), del col·legi de Torelló
- Victorino Martínez Martín, germà Isaïes Maria (Villalbilla de Villadiego, Burgos, 1 de març de 1899), a Barcelona
- Nicolás Ran Goñi, germà Ismael (Cirauqui, Navarra, 6 de desembre de 1909), a Lleida
- Jaume Morella i Bruguera, germà Jaume Ramon (Osor, 25 de novembre de 1898), a Barcelona, a l'editorial FTD
- Gregori Faci Molins, germà Josep Carmel (La Codonyera, Matarranya, 2 de març de 1908), a Sabadell

La font més important per a la reconstrucció de la detenció i la mort dels frares ha estat un diari manuscrit que va escriure un dels anarquistes que els mataren, un tal Josep Serra, que es conservà amb els seus papers a Londres, on va exiliar-se i morir en 1974. Ha estat publicat per Miquel Mir en Diario de un pistolero anarquista (Barcelona: Destino, 2007).